# Мемориальный парк «Шипка»

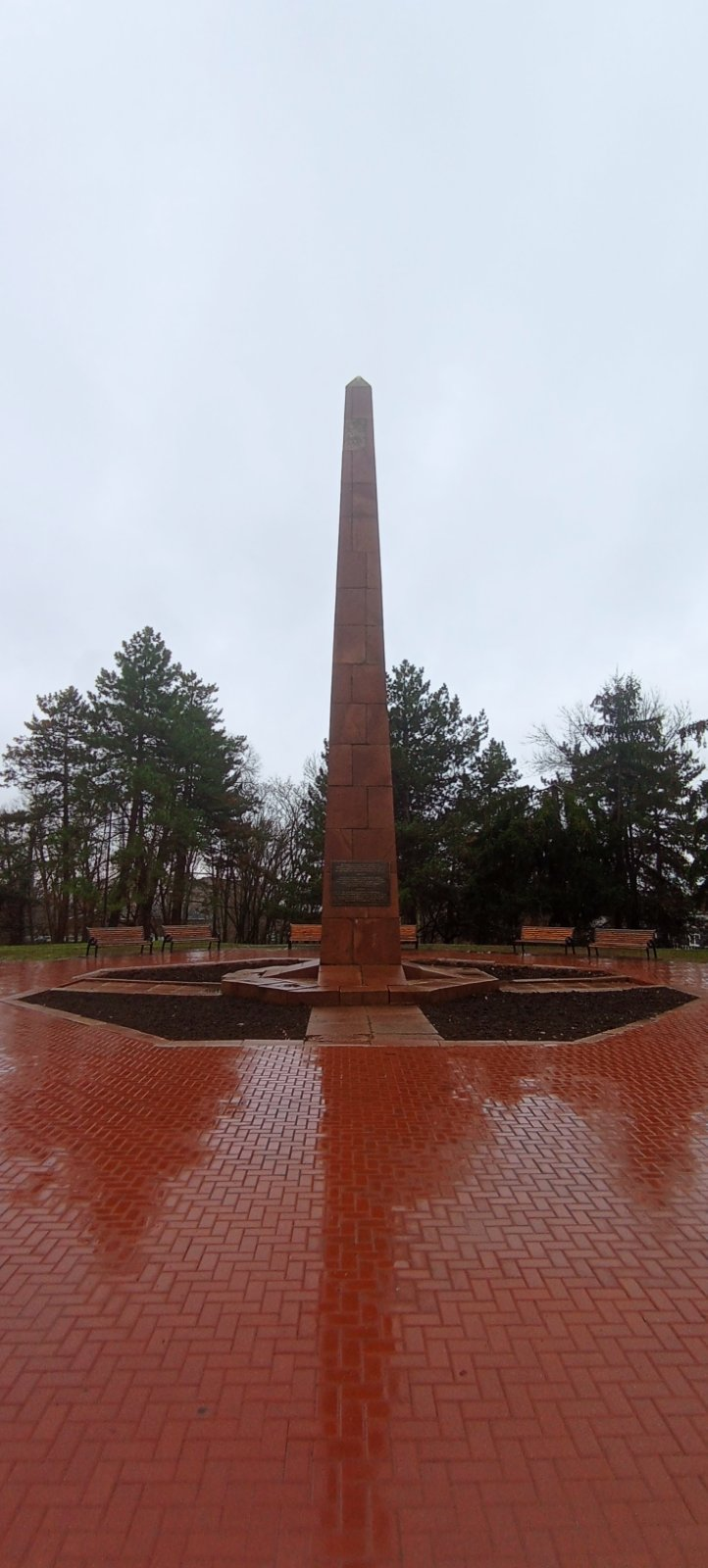
Обелиск Болгарским ополченцам

Мемориальный парк «Шипка» (рум. Parcul memorial «Şipka») — мемориал посвящённый болгарским добровольцам — жителям Бессарабии, присоединившимся к русским войскам в параде состоявшемся 12(24) апреля 1877 года, где был зачитан манифест русского императора Александра II об объявлении войны Турции 1877—1878.
Мемориал находится в Республике Молдова, город Кишинев, сектор Рышкановка, на пересечении улиц Тудор Владимиреску — Николае Димо. Площадь 1,007 га.

## История
Открытие Мемориального парка «Шипка» было в 1966 году, но название площадь Болгарских ополченцев, получила в 1981 году. Это было своеобразное завершение историко-архитектурного комплекса включающего: парк смешенного состава, площадь с памятником-обелиском Болгарским ополченцам, Музей болгарских ополченцев и кинотеатр «Шипка».

### Часовня

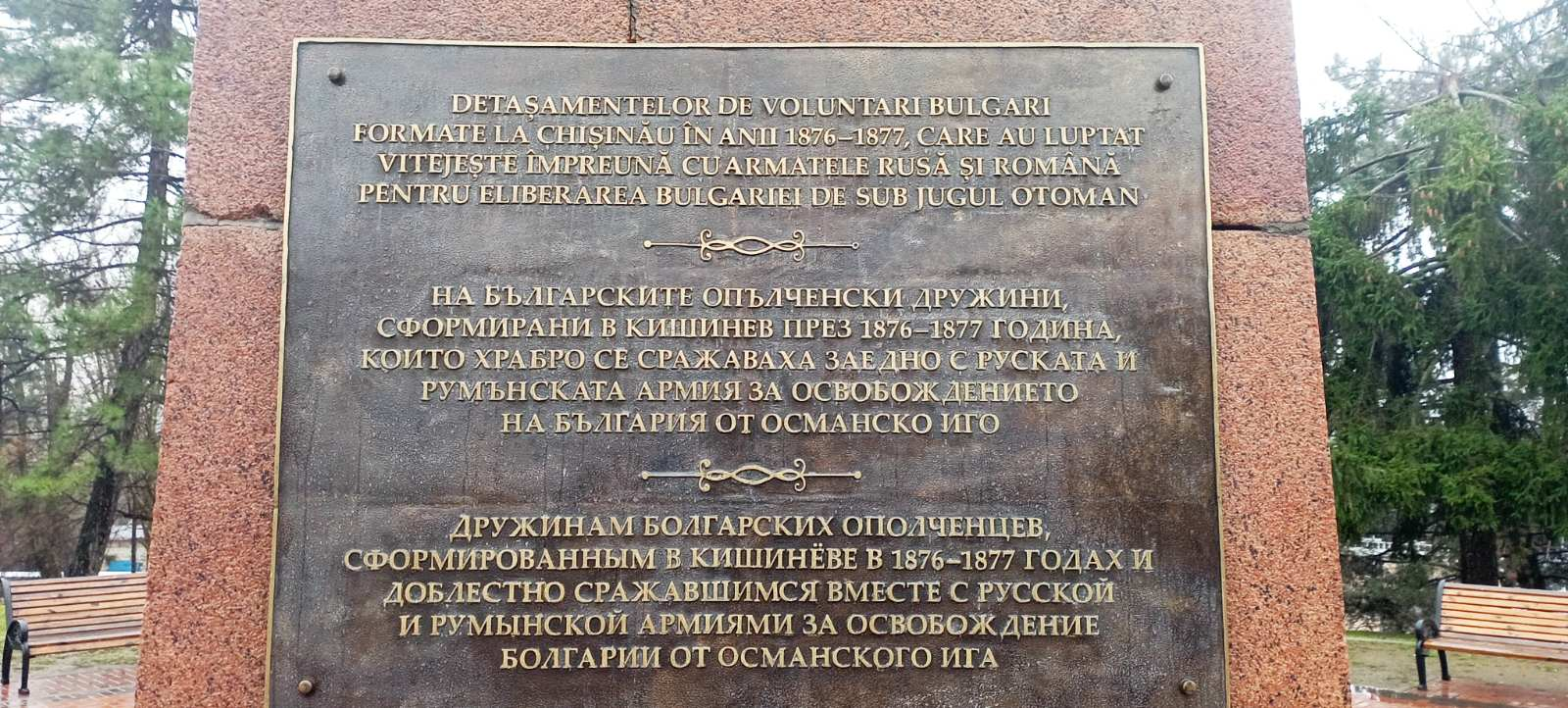
Надпись на обелиске написанная на трех языках

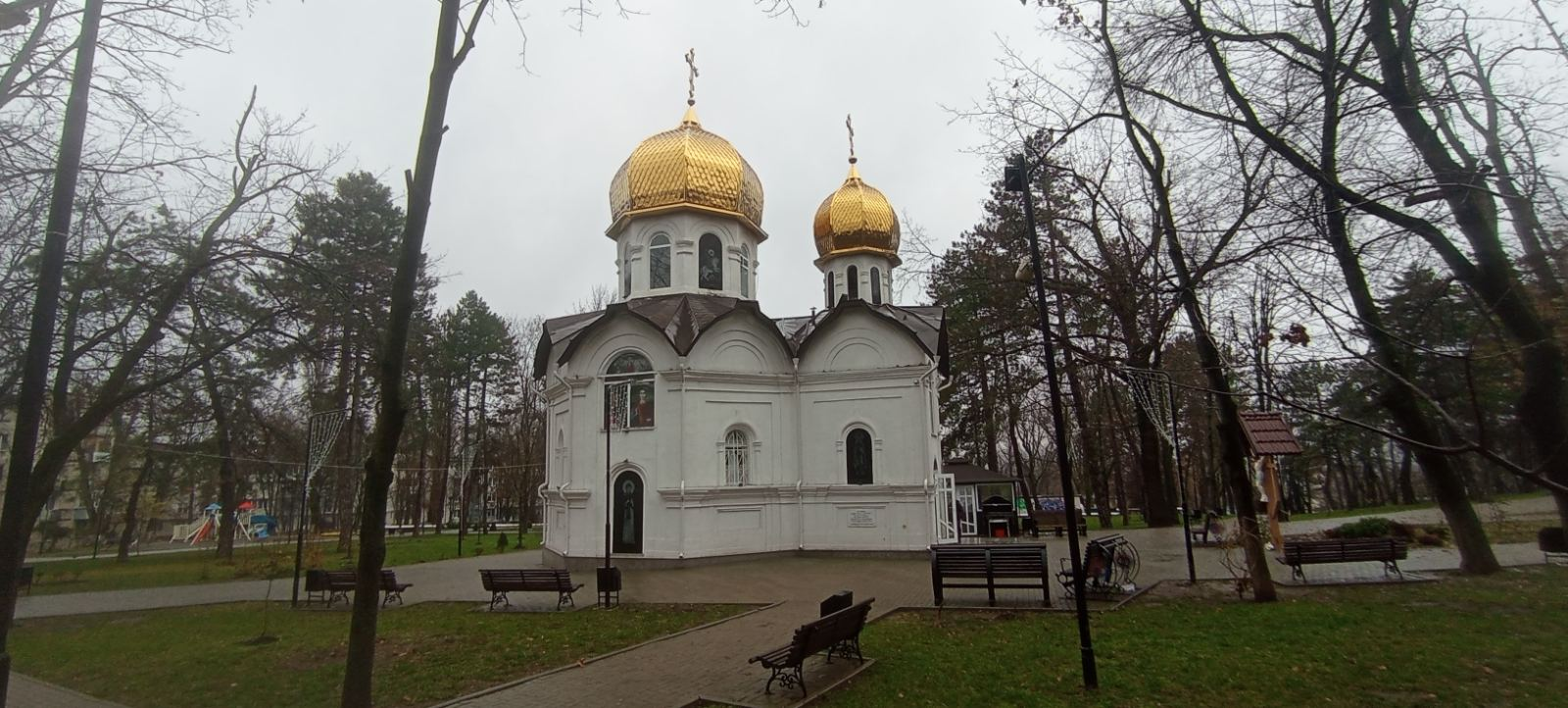
Церковь Всех Святых Славимых в Молдове вид сбоку

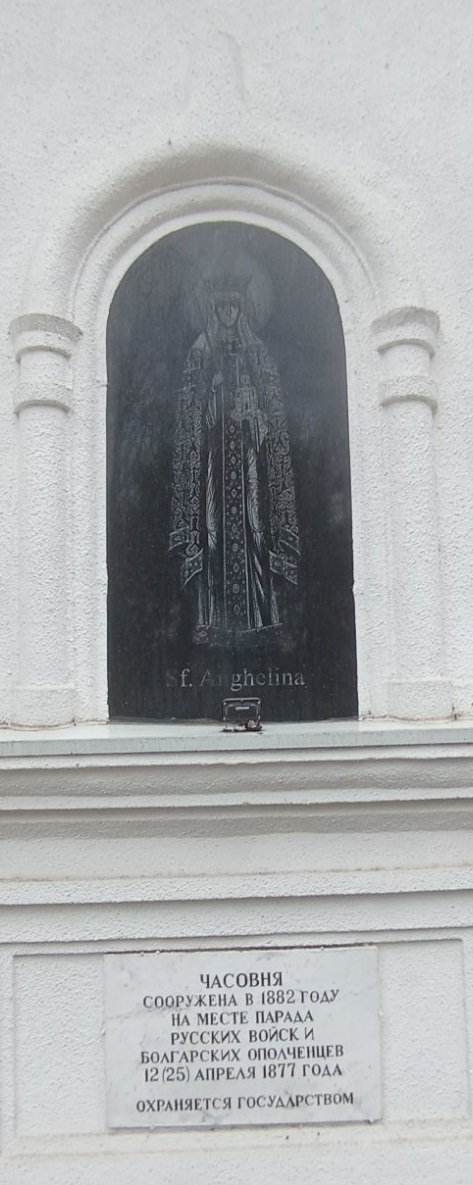
Памятная плита на часовне

Часовня построена 1882 году, в честь победы в русско-турецкой войне, по приказу царя Александра II, на Скаковом Поле — месте парада 12 апреля 1877 года, в котором принимал участие корпус болгарских ополченцев, созданный в конце 1876 года и принимавший участие в наступлении на город Плевна. Часовня построена по проекту Леопольда Шейдеванта в комплексе с четырьмя зданиями Инвалидного дома и несёт в себе черты русской и болгарской архитектуры. 12 апреля 1882 года года Высокопреосвященнейший Павел, архиепископ Кишиневский и Хотинский, освятил дом и часовню, которая получила имя Святого Александра Невского, небесного покровителя царя Александра II. Местный помещик Рышкану пожертвовал на постройку здания 20 гектаров земли. Возле самой церкви был разбит сквер.
Позже, после революций 1917 года, по решению местных властей на месте сквера был развёрнут аэродром, потом использованный ВВС РККА. В 1934 году некоторые члены Кишинёвской городской думы подняли вопрос о превращении Инвалидного дома в обычный приют для стариков. Послевоенный Кишинёв перестраивался и развивался. Развивался и его аэропорт. Ко всему прочему, в часовне, построенной в честь болгарских ополченцев, оборудовали один из аэродромных складов. Позже в этой же часовне обустроили кассу, где сотрудникам аэропорта выдавали зарплату.
До 1965 года часовня находилась в заброшенном состоянии. Был момент, когда часовню хотели снести, но местные жители обратившись с письмом к И. И. Бодюлу, и первый секретарь ЦК КПМ распорядился отреставрировать часовню и открыть в ней Мемориальный музей болгарских ополченцев, ставший после открытия, в 1969 году, филиалом исторического музея МССР. В нём были выставлены «боевые знамена некоторых русских полков, участвовавших в войне» и экспонаты из коллекции 114 летнего участника войны К. В. Хруцкого (1855—1969). После 1990-х годов филиал был свёрнут, а экспонаты были перевезены в исторический музей. Сегодня в часовне размещается действующая Церковь Всех Святых славимых в Молдове.

### Площадь Героев с обелиском
Площадь с обелиском, из красного гранита, возведённым в 1966 году, 16 метров в высоту, с надписью на трёх языках, болгарском русском и румынском: «Дружинам болгарских ополченцев, сформированным в Кишиневе в 1876—1878 годах и доблестно сражавшимися вместе с русской армией за освобождение Болгарии от турецкого ига». Возле него сквер был переделан под площадь. Закончилось строительство к 1966 году, его авторами были архитектор В. Дементьев, художники В. Новик и И. Цеханович. На открытии мемориального, парка к 500-летию Кишинёва, присутствовали почётные гости, среди которых был Юрий Гагарин, участвовавший в посадке деревьев неподалеку. Так же, парк стал филиалом исторического музея.

### Фонтан
В 2021 году в мемориальном парке был установлен фонтан с подсветкой властями Кишинёва.